# Анцано-дель-Парко
Анцано-дель-Парко (итал. Anzano del Parco) — город в Италии, расположен в регионе Ломбардия, подчинён административному центру Комо (провинция).
Население составляет 1619 человек, плотность населения составляет 540 чел./км². Занимает площадь 3 км². Почтовый индекс — 22040. Телефонный код — 00031.
Покровителем коммуны почитается святой архангел Михаил, празднование 29 сентября.